# Hugo Hickmann

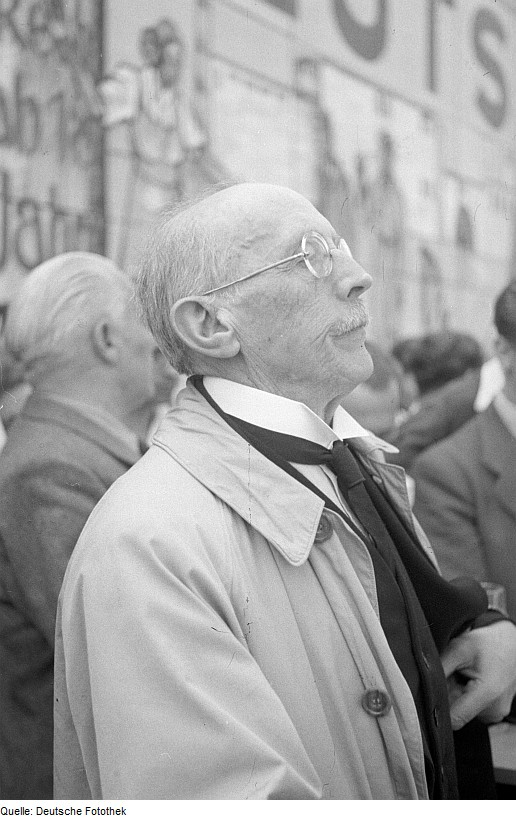
Hugo Hickmann (1947)

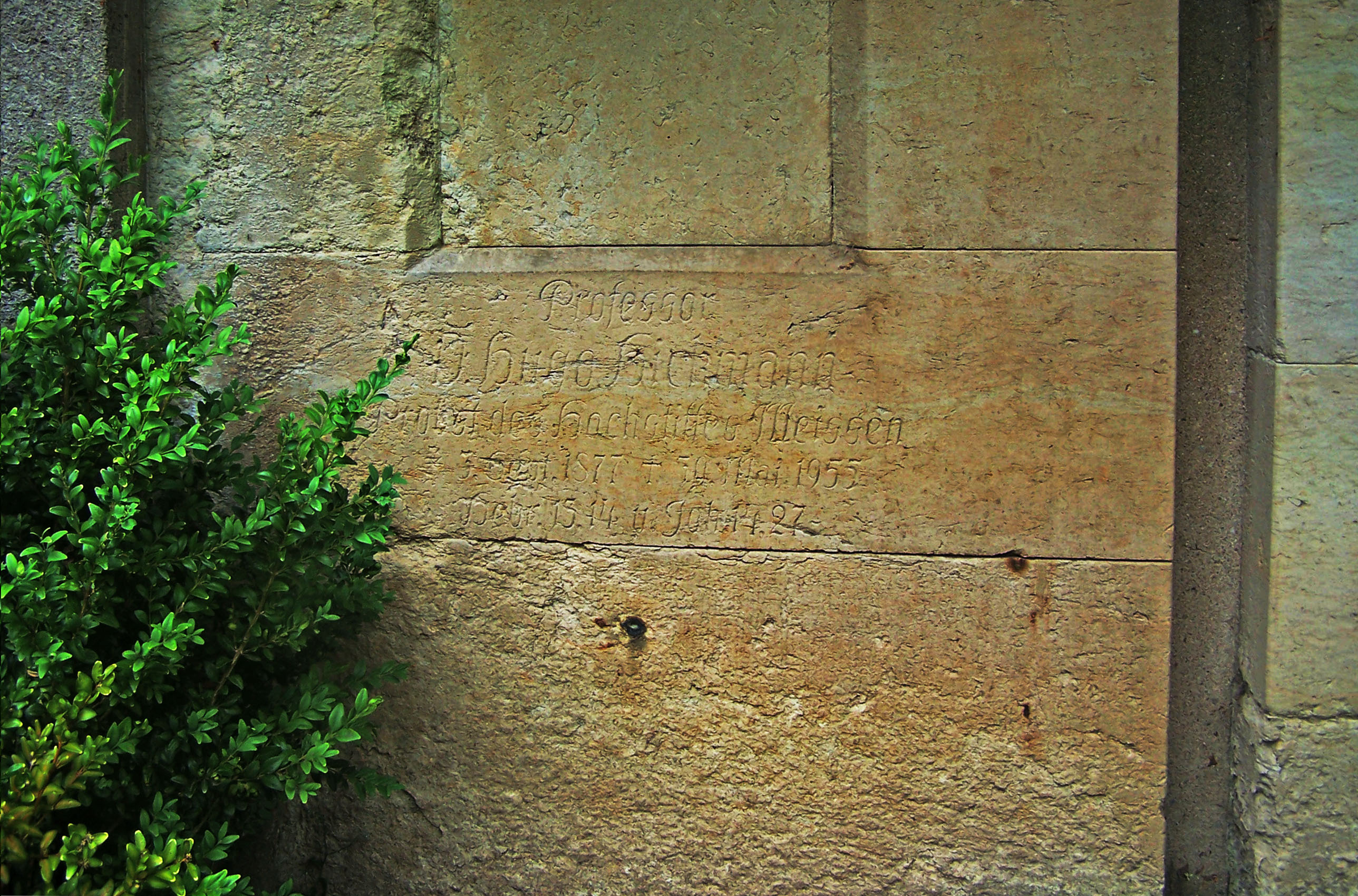
Grab von Hugo Hickmann auf dem Friedhof in Langebrück

Hugo Hickmann (* 3. September 1877 in Dessau; † 30. Mai 1955 in Langebrück) war ein deutscher Politiker (DVP, CDU) in der Weimarer Republik und der DDR.

## Leben
Der Sohn des evangelischen Pfarrers Hugo Woldemar Hickmann (1841–1922) besuchte von 1892 bis 1899 das Gymnasium in Freiberg. Anschließend studierte er von 1899 bis 1903 Theologie an den Universitäten Leipzig, Marburg und Tübingen. Nach Ablegung der Staatsexamen war er von 1903 bis 1904 Probelehrer am Progymnasium in Roßwein und von 1904 bis 1906 ständiger Lehrer am Realprogymnasium in Riesa. Von 1906 bis 1908 übte er eine Lehrtätigkeit am Lehrerinnenseminar in Dresden aus. Ab 1908 war er als Lehrer für das Fach Religion am Königin-Carola-Gymnasium in Leipzig angestellt. 1917 erfolgte seine Ernennung zum Professor. 1926 wurde er von der Theologischen Fakultät der Universität Leipzig zum Ehrendoktor ernannt.
Auf kirchlicher Ebene war Hickmann äußerst aktiv. So wurde er 1926 Vizepräsident der Landessynode der Evangelisch-Lutherischen Landeskirche Sachsens und gründete 1925 mit der Landeskirchlichen Kreditgenossenschaft Sachsen (LKG) das erste evangelische Kreditinstitut Deutschlands.
Nach der Machtergreifung der Nationalsozialisten wurde Hickmann von seinen kirchlichen und politischen Ämtern enthoben und als Gymnasialprofessor in den vorzeitigen Ruhestand versetzt. Kritik am NS-Regime äußerte er jedoch weiterhin als Domherr in Meißen oder als Ausschussvorsitzender der Deutschen Bibelgesellschaft. Dies trug ihm ein Rede- und Versammlungsverbot ein.

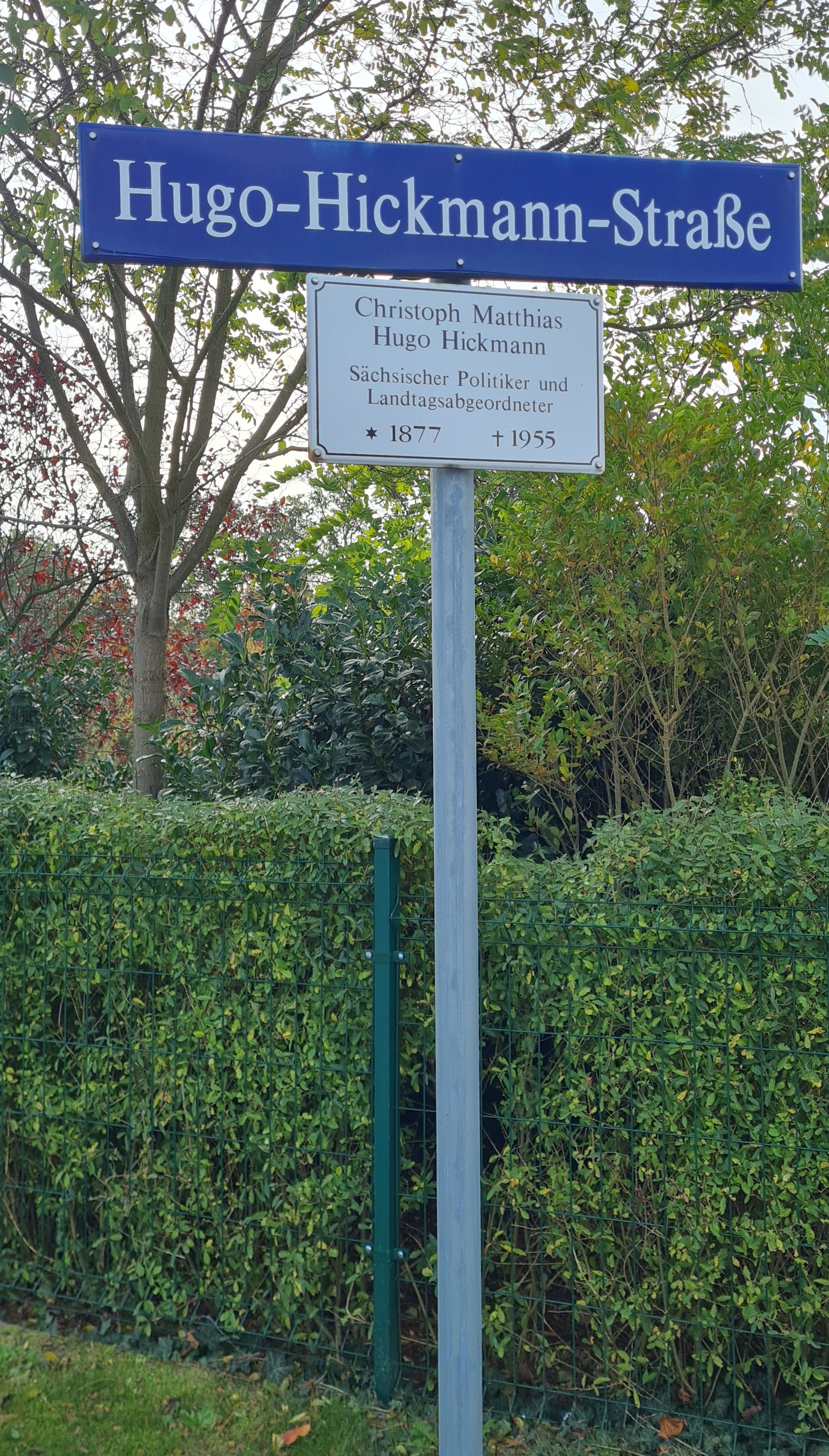
Tafel an der Hugo-Hickmann-Straße

Nach seinem Tod 1955 wollte die DDR-Führung, dass nichts mehr an ihn erinnert. Daher stand nach der Beerdigung auf seinem Grab in seinem letzten Wohnort Langebrück auch kein Name geschrieben. Seit 2013 erinnert in Langebrück eine nach ihm benannte neue Straße an ihn.
Hickmann blieb zeitlebens ledig.

## Politik
Politisch engagierte sich Hickmann ab 1919. In diesem Jahr trat er der DVP bei, für die er 1922 als Abgeordneter in den Sächsischen Landtag einzog. Hickmann gehörte dem Landesparlament bis 1933 an, dabei von 1926 bis 1931 als dessen Vizepräsident und danach bis 1933 als Vorsitzender der DVP-Fraktion. Von 1921 bis 1924 war er zugleich Mitglied des Stadtverordneten-Kollegiums in Leipzig. Am 23. Mai 1933 stimmte Hickmann im Sächsischen Landtag für die Annahme des sächsischen Ermächtigungsgesetzes. Nach der Auflösung des Landtages durch die Nationalsozialisten stellte Hickmann seine politische Tätigkeit ein.
Nach dem Zweiten Weltkrieg gehörte Hickmann 1945 zu den Mitbegründern der CDU in Sachsen, deren Vorsitz er dann auch übernahm. Ab Dezember 1945 war er Mitglied in der Führungsspitze der Christdemokraten in der Sowjetischen Besatzungszone, darunter von 1947 bis 1948 als kommissarischer Vorsitzender. Von 1948 bis 1950 amtierte Hickmann als stellvertretender Vorsitzender der Ost-CDU. 1946 wurde er in den Sächsischen Landtag gewählt, dessen Vizepräsident er erneut bis Februar 1950 blieb. Ab Oktober 1949 war er überdies Abgeordneter der provisorischen Volkskammer.
Durch seine kritische Haltung gegenüber der SED machte sich Hickmann jedoch Feinde. Eine Rede Hickmanns vor dem sächsischen Landesvorstand am 6. Januar 1950 verschärfte die gegen ihn laufenden Angriffe. Er stellte hier die führende Rolle der SED in Frage, verteidigte die private Wirtschaft und warnte eindringlich vor einer Trennung der DDR von Westdeutschland. Zudem forderte er die vollständige Eigenständigkeit von Parteien und äußerte seine Zufriedenheit, dass wenigstens der westliche deutsche Staat unter Führung von Konrad Adenauer ein christlicher Staat sei. Als eine Folge stürmten am 23. Januar 1950 SED-Gruppen in Dresden mit Parolen wie „Hängt sie auf, die Sau!“ die Landesgeschäftsstelle der CDU und forderten Hickmanns Rücktritt. Angesichts des massiven Drucks, auch innerhalb der CDU, trat Hickmann am 30. Januar 1950 von seinen Parteiämtern zurück. Im Sommer desselben Jahres erfolgte der Parteiausschluss. Offiziell war er fortan nur noch Vorsitzender der sächsischen Hauptbibelgesellschaft, galt jedoch bis zu seinem Tod als wichtigster Verbindungsmann der Exil-CDU in Sachsen.

## LKG Sachsen
Auf Betreiben Hickmanns, der erster Vorstandsvorsitzender wurde, erfolgte am 2. Oktober 1925 im Ständehaus zu Dresden die Gründung der Landeskirchlichen Kreditgenossenschaft für Sachsen e.G.m.b.H. (LKG) mit dem Ziel der kirchlichen Selbsthilfe in der akuten finanziellen Notlage nach Weltkrieg und Inflation. Kirchliche Gelder sollten „nur wieder rein kirchlichen Zwecken dienstbar gemacht werden“. Die LKG war das erste evangelische Kreditinstitut Deutschlands. Ganz im Sinne der Gemeinnützigkeit stand nicht die Erzielung eines hohen Gewinns, sondern die Gewährung günstiger Konditionen für die Mitglieder im Vordergrund der Geschäftstätigkeit.
Mit der Gleichschaltung der Kirchen in der NS-Zeit wurden auch die LKG-Gremien gleichgeschaltet. Der Bankbetrieb der LKG konnte sich trotz politischen und kirchlichen Auseinandersetzungen bis 1937 jedoch gut weiterentwickeln. Während der Bombardierung Dresdens am 13. Februar 1945 wurde das Bankgebäude allerdings vollkommen zerstört. Nur durch Zufall wurden die wichtigsten Dokumente vorher aus dem Gebäude genommen, sodass anschließend der Betrieb provisorisch wieder aufgenommen werden konnte.
Unter der Führung des DDR-Regimes war der Betrieb durch die staatliche Planvorgabe erneut stark beeinträchtigt, wobei es jedoch nicht zur Schließung kam. Bis 1990 schafften es die Mitarbeiter sogar, Spenden in Höhe von 2 Millionen Mark für Kirchenprojekte und Innere Mission zu sammeln.
Mit der politischen Wende 1990 zog die Geschäftsstelle der LKG wieder in die Innenstadt neben die Kreuzkirche um. 2010 fusionierte die LKG mit der KD-Bank zur Bank für Kirche und Diakonie.